# 比特摩爾莊園
畢爾特摩莊園（英語：Biltmore Estate）是美國的一處私人莊園建筑，修建於1889年至1895年期間，位於北卡羅來納州阿什維爾附近，由喬治·華盛頓·范德堡二世修建，是一座法國文藝復興式建築。這座建築的面積達16,300平方米，是美國最大的個人住宅，被視為鍍金時代的象徵之一。在2007年，畢爾特摩莊園被評為美國最喜愛建築列表第八位。有許多名人都曾造訪過這座豪宅，包括美國前總統尼克森、英國查爾斯王子等。現在畢爾特摩莊園每年吸引超過100萬人參觀，是北卡羅來納州西部著名的觀光景點。也有眾多電影在這裡拍攝。

## 外部連結
- Biltmore Estate official website
- Biltmore Estate Podcasts
- Landmark designation （页面存档备份，存于）
- Asheville, North Carolina, a National Park Service Discover Our Shared Heritage Travel Itinerary （页面存档备份，存于）